# Burgruine Waxenegg
Die Burgruine Waxenegg oder Wachsenegg ist die Ruine einer Doppelburg in Waxenegg, Ortschaft Naintsch, westlich vom Gemeindehauptort Anger auf einem Ausläufer des Hohen Zetz in der Steiermark in Österreich.
Die Burg wurde 1217 als „Wesseneck“ erstmals urkundlich erwähnt; das ist der früheste urkundliche Beleg einer Siedlung im gesamten Bereiches um Anger und auch des oberen Feistritztales.

## Geschichte

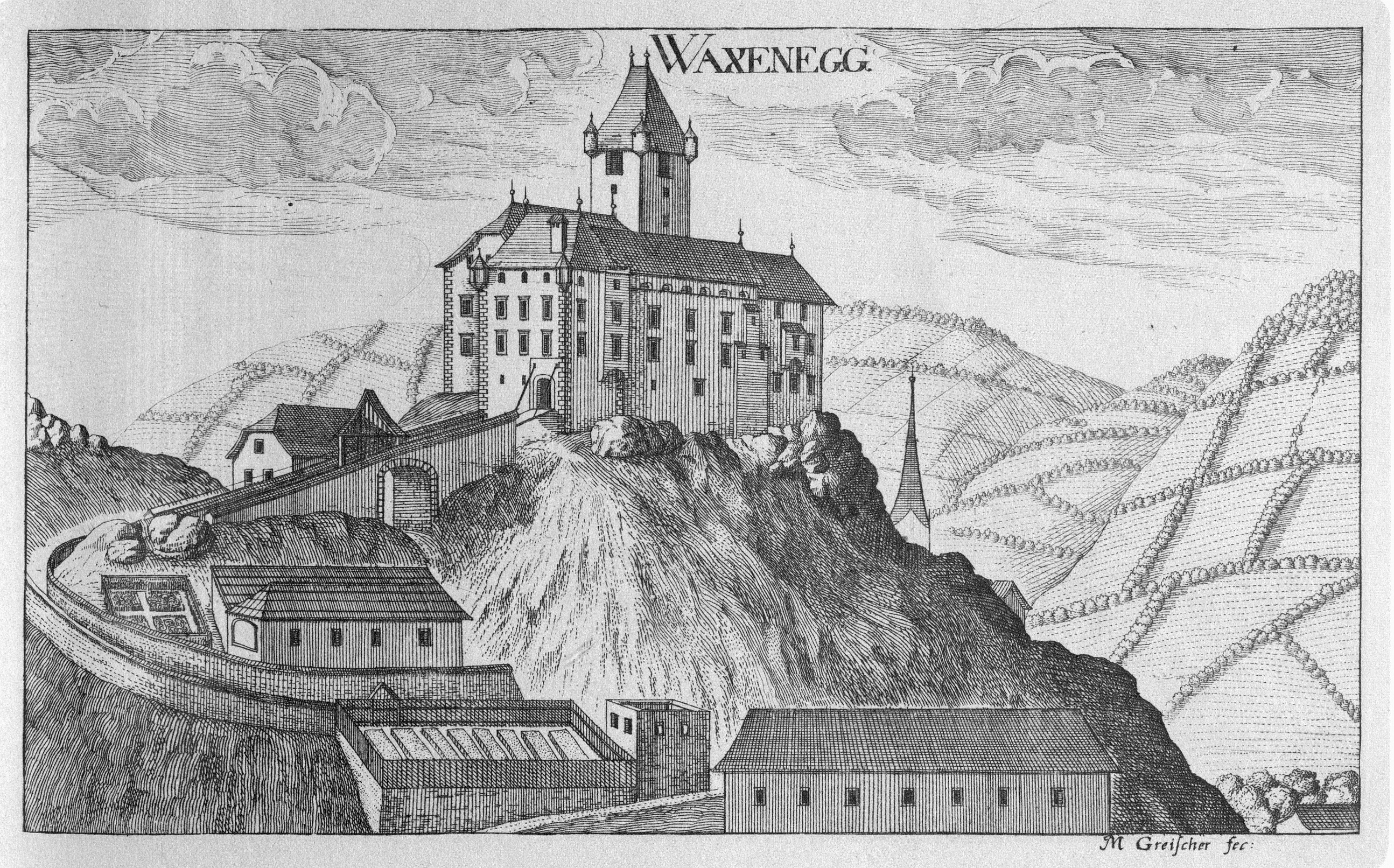
Kupferstich von Georg Matthäus Vischer aus der Topographia Ducatus Stiriae 1681

Die erste beziehungsweise obere Burg „Alt-Waxenegg“ wurde als Spornburg zu Beginn des 13. Jahrhunderts auf dem Grundbesitz des Salzburger Fürsterzbistums errichtet. Etwa 100 m östlich und etwa 50 m unterhalb davon errichtete man auf einer Geländestufe bald eine untere Burg, „Neu-Waxenegg“. Von Waxenegg aus wurde das obere Feistritztal besiedelt. Das Landgericht reichte über Anger bis hin zur niederösterreichischen Grenze. Mitte des 16. Jahrhunderts wurde die obere Burg zu einer Wohnburg ausgebaut; die untere Burg wurde aufgelassen. 1571 wurde die Herrschaft Waxenegg geteilt und verlor somit das Gebiet der neuen Herrschaft Birkenstein mit Sitz in Birkfeld. 1723 wurde die Verwaltung der Herrschaft Waxenegg in den Markt Anger verlegt. Seit Anfang des 19. Jahrhunderts verfällt die Burg. Heute sind von der oberen Burg noch einige Mauern des Bergfrieds und einiger Wohngebäuden erhalten sowie ein stattlicher Torbau mit Turm und Zugbrückenrampe aus dem 16. Jahrhundert. Auch von der unteren Burg sind noch stattliche Mauerreste vorhanden, doch ist diese Ruine völlig überwachsen. Die Burg hatte im Laufe der Zeit oftmals den Besitzer gewechselt. 1806 erwarb sie Ferdinand Reichsfreiherr von Gudenus; noch heute befindet sie sich im Besitz der Familie Gudenus.
1999 wurden zusammen mit dem Landeskonservator für Steiermark statische Voruntersuchungen und Sanierungsvorschläge erarbeitet, da eine Sicherung der oberen Burg und deren Nutzung für kulturelle Aktivitäten angedacht war. Seit 2021 finden massive Sanierungsarbeiten durch den Verein Mystische Unter- und Oberwelten der Region Anger statt. Die Ruinen sind nicht als unter Denkmalschutz stehend ausgewiesen.

## Ausflugsziel
Die obere Burgruine ist ein nicht stark frequentiertes Ausflugsziel. Sie ist vom Wald umgeben und kann über leicht begehbare Wege besucht werden. Man parkt dazu am Edelschachen Weg gleich nach der Brücke und erreicht die Ruine nach ca. 15 Minuten über einen ausgeschilderten Gehweg. Der schmale Pfad zur unteren Burgruine ist hingegen nicht beschildert.